# Burg Uhrovec
Die Burg Uhrovec (slowakisch hrad Uhrovec, auch Uhrovský hrad oder Uhrovecký hrad genannt) ist die Ruine einer Höhenburg unweit der Gemeinde Uhrovské Podhradie im Okres Bánovce nad Bebravou in der Westslowakei, nordöstlich der Stadt Bánovce nad Bebravou. Die Burg befindet sich im südlichen Teil des Gebirges Strážovské vrchy.
Die spätromanische Burg wurde in den 1260er Jahren auf Geheiß des Trentschiner Gespans Bás gebaut. Erstmals wurde sie 1295 als castrum Ugrog in einer Urkunde des Graner Kapitels erwähnt. Dort wird beschrieben, wie Matthäus Csák seine wenig bedeutsamen Besitztümer in der Gespanschaft Bars gegen die Burg tauschte, was späteren Angaben zufolge auch mithilfe von Todesdrohungen geschah. Nach Matthäus’ Tod im Jahr 1321 wurde die Burg königliches Gut, bevor Sigismund von Luxemburg sie, zusammen mit der Stadt Bánovce und 21 weiteren Dörfern im Herrschaftsgebiet, an Stibor von Stiborice übergab. Nach dem Aussterben des Geschlechts Stibor (1434) fielen das Herrschaftsgebiet und die Burg an die ungarische Krone zurück. 
Danach folgten wegen ständiger Streitigkeiten zwischen verschiedenen Gutsherren relativ häufige Besitzwechsel, diese fanden erst 1547 mit dem Eintritt des neuen Burgherren Franz Zay ein Ende. Nach Franz’ Tod (1570) teilten seine Söhne die Burg und das Herrschaftsgebiet unter sich auf. Im unruhigen 17. Jahrhundert, als Standesaufstände und türkische Überfälle das Land heimsuchten, wurde sie zum Rückzugsort für das Geschlecht Zay und lokale Adelsmitglieder. Auch dank der relativ abgelegenen Lage wurde sie von den Türken nie angegriffen, doch in der zweiten Hälfte des 17. Jahrhunderts tauchten innerhalb des Geschlechts Zay wegen Instandhaltung der Burg Streitigkeiten auf. Da die Zays das Leben im Schloss in Uhrovec bevorzugten, verlor die Burg nach und nach ihre Wehrhaftigkeit und diente im 18. Jahrhundert nur noch als Gefängnis. 1802 ließen die Gutsherren als Notmaßnahme ein Teil der Dächer sanieren, nachdem sie während eines Orkans beschädigt worden waren. Das Ende kam im Juli des Revolutionsjahrs 1848, als aufständische slowakische Einheiten unter Jozef Miloslav Hurban die Burg als Symbol feudaler Unterdrückung in Brand setzten.